# Yamba
Yamba  là một tổng của Gourma Province ở đông bắc Burkina Faso. Thủ phủ của tổng này là thị xã Yamba..

## Các thị xã và các làng
Bogolé, Bonga, Diangou, Diankongou, Didcomba, Doaligou, Kondouagou, Kondridoaga, Kouadigou-Yamba, Koulga, Nacouendougou-Dinyala, Nayouri, Oboungouni, Onadiagouni, Pendianga, Sambialgou, Sougoudou, Tagou, Tamboangou, Tandyari, Tantiaka-Kouadigou, Tantiaka-Yamba, Tembou và Yagou.